# Кода, Марико
Марико Кода (яп. 國府田 マリ子 Ко:да Марико, 5 сентября, 1969, префектура Сайтама) — японская сэйю. Закончила в посёлке Миясиро младшую, среднюю и старшую школу. В 2012 году вместе с Мами Кингэцу организовала свой сэйю-юнит под названием MK-CONNECTION. В семье кроме неё есть старшая сестра и младший брат. Любимый певец — Би Би Кинг. Хобби: плаванье и каллиграфия.
В 2003 году вышла замуж.

## Позиции в Гран-при журнала Animage
- 1994 год — 5-е место в Гран-при журнала Animage, в списке лучших сэйю[1];
- 1995 год — 3-е место в Гран-при журнала Animage, в списке лучших сэйю[2];
- 1996 год — 9-е место в Гран-при журнала Animage, в списке лучших сэйю[3];
- 1997 год — 9-е место в Гран-при журнала Animage, в списке лучших сэйю[4];
- 1998 год — 12-е место в Гран-при журнала Animage, в списке лучших сэйю[5];
- 1999 год — 6-е место в Гран-при журнала Animage, в списке лучших сэйю[6];
- 2000 год — 5-е место в Гран-при журнала Animage, в списке лучших сэйю[7];
- 2001 год — 15-е место в Гран-при журнала Animage, в списке лучших сэйю[8]

## Роли в аниме
1991
- Осторожно! Золотая рыбка! (Акэко);
- Ультрамалыши — Нодзи

1992
- Син-тян (ТВ) — Мари-тян
- Макросс II OVA — Ами
- Space Oz no Bouken — Дороти

1993
- Полудракон — Руфа
- Ghost Sweeper Mikami — Окину-тян

1994
- Ослепительная Грязная Парочка — Юри
- Мальчик-мармелад — Мики Койсикава
- GS Mikami - Gokuraku Daisuken! — Окину-тян

1995
- Мальчик-мармелад — Мики Койсикава
- Миюки в Стране Чудес — Миюки-тян
- Ginga Ojou-sama Densetsu Yuna: Kanashimi no Siren — Сиори Дзингудзи

1996
- Meiken Lassie — Присцилла
- Tattoon Master — Нима
- Весна Кэндзи — Тоси
- Ginga Ojou-sama Densetsu Yuna: Shinen no Fairy — Сиори Дзингудзи

1997
- Гештальт — Судзу
- Перекресток духов — Ханако
- Детективы академии КЛАМП — Миюки (эп. 17)
- Ryuuki Denshou — Мюу
- Маленькие спасатели (ТВ-3) — Ору

1998
- Seishoujo Kantai Virgin Fleet — Исэ Харуосими
- Mamotte Shugogetten! — Шаолин

2000
- A.Li.Ce — Мария
- Monster Farm: Legend e no Michi — Холли
- Denshin Mamotte Shugogetten! — Шаолинь

2002
- Канон (ТВ-1) — Наюки Минасэ

2003
- Школа детективов Къю — Мицуру Хосё
- Канон OVA — Наюки Минасэ
- Странники — жена Гэна

2004
- Блич (ТВ) — Веер Нида

2005
- Ксеносага — Феброния
- Высь — школьница (эп. 2)
- Огнём и мечом — Вивиан (эп. 10)

2006
- Digimon Savers — Даймон Саюри
- Божественная семейка — Фумико
- Поехали! Крутые девчонки Зет — Мико Сироганэ / Сироганэ Зет
- Канон (ТВ-2) — Наюки Минасэ

2007
- Сион и король — Сатико Ясуока